# Amanda Lear Sings Evergreens
Amanda Lear Sings Evergreens – album francuskiej piosenkarki Amandy Lear, wydany w 2005 roku.

## Ogólne informacje
Płyta jest kompilacją coverów, jakich Amanda Lear nagrała w ciągu swojej 30-letniej wówczas kariery. Dodatkowo na albumie znalazł się utwór "Dreamer (South Pacific)", który nie jest coverem. Składanka zawiera nową wersję "I'll Miss You" nagraną w duecie z hiszpańskim wokalistą Manuelem Sanchezem na jego płytę Ambitious oraz piosenkę "C'est si bon". Krążek posiadał autoryzację piosenkarki.

## Lista utworów
1. „Copacabana”
2. „Fever”
3. „Hier Encore (Yesterday When I Was Young)”
4. „The Look of Love”
5. „Love Boat”
6. „Blue Tango”
7. „I'll Miss You”
8. „C'est si bon”
9. „Just a Gigolo”
10. „These Boots Are Made for Walking”
11. „Lili Marlene”
12. „Dreamer (South Pacific)”